# Вест Бромвич Альбион
«Вест Бро́мвич Альбио́н», полное название — Футбольный клуб «Вест Бро́мвич Альбио́н» (англ. West Bromwich Albion Football Club, британское произношение: [wɛst ˈbɹɒmɪtʃ 'ælbɪən 'fʊtbɔːl klʌb] (слушать)о файле) — профессиональный английский футбольный клуб, базирующийся в городе Уэст-Бромидж, графство Уэст-Мидлендс. Был основан в 1878 году.
Домашним стадионом клуба с 1900 года является «Хоторнс». Практически всю свою историю команда выступает в полосатой сине-белой форме, однако на протяжении своей истории у «Вест Бромвича» имелись и другие комплекты полосатых форм (жёлто-зелёные и красно-белые).
Наиболее распространённое прозвище клуба среди болельщиков — Baggies (мешки, сумки), оно появилось благодаря мешковатым штанам рабочих, болевших за команду в начале XX века. Однако имеется и другое прозвище — Throstles (дрозды), так как изначально на эмблеме клуба был изображён дрозд, сидящий на перекладине ворот, а впоследствии — на ветке боярышника.
Традиционными соперниками команды являются клубы из Мидлендса: «Астон Вилла» и «Вулверхэмптон Уондерерс». Матчи против «Вулверхэмптона» носят название дерби Чёрной страны.
Выступает в Чемпионшипе, втором дивизионе в системе футбольных лиг Англии.

## История

### Конец XIX века
Клуб был основан в 1878 году рабочими Западного Бромвича из Salter’s Spring Works как «Вест Бромвич Строллерз». Лишь два года спустя, в 1880 году, клуб получил сегодняшнее название «Вест Бромвич Альбион», хотя болельщики часто сокращают его до «ВБА». Спустя пять лет, в 1885 году, команда получила профессиональный статус, а в 1888 году стал одним из клубов-основателей Футбольной лиги Англии. В том же 1888 году «Вест Бромвич Альбион» завоевал свой первый трофей — Кубок Англии. В 1892 году клубу удалось повторить успех и выиграть второй кубок, а также попутно установить до сих пор не побитый рекорд, разгромив в регулярном чемпионате «Дарвен» с разницей в двенадцать мячей (12:0).

### Первая половина XX века
С начала 1900 года «Вест Бромвич» проводит свои домашние матчи на стадионе «Хоторнс». «Альбион» провёл достаточно большое количество времени в высшем дивизионе английского первенства, однако при этом клуб лишь однажды становился победителем высшего дивизиона чемпионата Англии — в сезоне 1919/20. Став чемпионом в первый (и пока что единственный) раз, клуб попутно побил рекорды по количеству очков (60) и голов (104) за сезон. В том же 1920 году «Вест Бромвичу» впервые удалось выиграть Суперкубок Англии. В 1925 году клуб занял второе место в турнирной таблице, но уже через сезон команда покинула высшую лигу. В сезоне 1930/31 «Вест Бромвич Альбион» оформил своеобразный дубль, вернулись в элиту английского футбола и снова взяли национальный кубок (такого успеха не достигала пока что ни одна английская команда).

### Вторая половина XX века
Наилучший состав в своей истории «Вест Бромвичу» удалось собрать в 50-х годах. В сезоне 1953/54 клуб завоевал серебро в первом дивизионе и выиграл свой четвёртый Кубок Англии. Ту команду в английской прессе прозвали «командой века», а некоторые газеты всерьёз предлагали в полном составе, в качестве сборной Англии, отправить её на чемпионат мира 1954 года. В 1966 году клуб завоевал новый для себя трофей, победив в Кубке Футбольной лиги. Очередной успех ждал команду лишь в 1968 году, когда клубу удалось выиграть свой пятый Кубок Англии. С начала 1980-х годов достижений стало меньше и у команды начался спад, а с 1986 по 2002 год «Вест Бромвич Альбион» вообще не участвовал в чемпионате высшего дивизиона английского футбола.

### Начало XXI века
В 2002 году под руководством английского тренера Гари Мегсона клуб вернулся в Премьер-лигу. Однако «Вест Бромвичу» не удалось закрепиться в Премьер-лиге и команда выбыла из турнира, хотя через сезон смогла вернуться в АПЛ. В сезоне 2004/05 «Вест Бромвич Альбион» под руководством своего бывшего игрока Брайана Робсона смог остаться в Премьер-лиге несмотря на то, что к Рождеству клуб находился на последнем месте в турнирной таблице. Несмотря на этот успех «Вест Бромвич» всё равно покинул Премьер-лигу год спустя. В 2006 году на пост главного тренера был приглашён Тони Моубрей, которому удалось со второй попытки выиграть Чемпионшип, а также довести клуб до полуфинала Кубка Англии. Сезон 2009/10 «Вест Бромвич» снова провёл в Чемпионшипе, однако чемпионат для команды прошёл успешно (клуб занял 2-е место), и в следующем сезоне «Вест Бромвич» снова получил право выступать в Премьер-лиге. В сезоне 2017/18 «дрозды» занял 20-е место в Премьер-лиге и снова попали в Чемпионшип. По итогам сезона 2018/19 клуб занял 4-е место в Чемпионшипе и вышел в плей-офф, но проиграл в полуфинале. В следующем сезоне команда заняла в Чемпионшипе второе место и спустя два сезона вернулась в Премьер-лигу.

## Достижения
- Первый дивизион
  - Чемпион: 1919/20
  - Второе место (2): 1924/25, 1953/54
- Кубок Англии:
  - Победитель (5): 1887/88, 1891/92, 1930/31, 1953/54, 1967/68
  - Финалист (5): 1885/86, 1886/87, 1894/95, 1911/12, 1934/35
- Кубок Футбольной лиги:
  - Победитель: 1965/66
  - Финалист (2): 1966/67, 1969/70
- Суперкубок Англии:
  - Обладатель (2): 1920, 1954 (разделённый)